# Omen III: Ostatnie starcie
Omen III: Ostatnie starcie lub Omen: Decydujące starcie (ang. Omen III: The Final Conflict) – amerykański horror z 1981 roku w reżyserii Grahama Bakera. Jest to trzecia część z serii horrorów opowiadających o powstaniu i upadku Antychrysta. Jego akcja rozgrywa się po wydarzeniach przedstawionych w Omen i Omen II. Przez niektórych uważana za koniec serii, ponieważ jest ostatnią częścią, w której występuje Damien Thorn.
Wydany w 1981 roku, film pokazuje postępy jakie poczynił dorosły już Damien Thorn w przejęciu władzy nad światem, z pozycją amerykańskiego ambasadora w Wielkiej Brytanii i ochotą na fotel prezydenta USA, mającego umożliwić mu wyzwolenie Apokalipsy. Występują m.in. Sam Neill jako Thorn, Lisa Harrow jako reporterka Kate Reynolds, a także Rossano Brazzi jako ksiądz DeCarlo z boską misją zabicia Antychrysta.

## Obsada
- Sam Neill jako Damien Thorn
- Lisa Harrow jako Kate Reynolds
- Rossano Brazzi jako brat DeCarlo
- Barnaby Holm jako Peter Reynolds
- Don Gordon jako Harvey Dean
- Leueen Willoughby jako Barbara Dean
- Marc Bolye jako brat Benito
- Milos Kirek jako brat Martin
- Tommy Duggan jako brat Matteus
- Louis Mahoney jako brat Paulo
- Richard Oldfield jako brat Simeon
- Tony Vogel jako brat Antonio
- Mason Adams jako prezydent USA
- Robert Arden jako amerykański ambasador

## Fabuła
Damien Thorn (Sam Neill) zostaje mianowany Ambasadorem do Wielkiej Brytanii, to samo stanowisko które kiedyś należało do jego przybranego ojca z pierwszego Omena. Jednak w przeciwieństwie do poprzednich Omenów, dorosły Damien jest całkowicie świadomy swego szatańskiego rodowodu oraz swego przeznaczenia.

## Wykaz zgonów poszczególnych postaci
| Postać                | Rodzaj śmierci |
| --------------------- | --- |
| amerykański ambasador | Po zobaczeniu rottweilera popełnia samobójstwo przez zastawienie pułapki w swym biurze, która w momencie otworzenia drzwi powoduje wystrzał pistoletu spod biurka, który strzela mu w głowę |
| Brat Benito           | Spada z rusztowania w studiu telewizyjnym na płonący plastik |
| Brat Mattius          | Zasztyletowany przez dwóch braci zakonu myślących że to Damien |
| Brat Paulo i Antonio  | W tunelu spada wielka krata blokująca drogę, zostawiając ich do zagłodzenia i odwodnienia na śmierć                                                                                         |
| Brat Martin           | Spada z konia a następnie z mostu dzięki mocom Damiena |
| Brat Simeon           | Zagryziony przez wyżły Damiena |
| Dziecko 1             | Przejechane przez samochód |
| Dziecko 2             | Przez księdza podczas chrztu |
| Dziecko 3             | Inkubator w szpitalu wyłączony przez pielęgniarkę |
| Dziecko 4             | Zabite przez dwóch skautów |
| Dziecko Deana         | Zabite przez Barbarę, która widzi spalone zwłoki swego niemowlęcia |
| Dean                  | Uderzony żelazkiem w twarz przez Barbarę |
| Peter Reynolds        | Użyty przez Damiena jako ludzka tarcza aby zapobiec zasztyletowaniu przez ojca DeCarlo |
| Damien Thorn          | Zasztyletowany przez Kate Reynolds |